# Планк, Конни
Ко́нрад Ко́нни Планк (нем. Konrad «Conny» Plank; 3 мая 1940, Хюченхаузен — 18 декабря 1987, Кёльн, ФРГ) — один из важнейших и влиятельнейших музыкальных продюсеров и звукоинженеров конца XX века. Владелец легендарной студии Conny Plank Studio в Кёльне.
Благодаря его работе обрели формы некоторые направления прогрессивной музыки, авангарда и электронной музыки. Внёс большой вклад в формирование краут-рока.
Планк интересовался электронной музыкой и возможностями электронных инструментов, но также обработкой звуков и созданием звуков с помощью индустриальных объектов. Он был одним из первых европейских продюсеров, полностью использовавших возможности многоканальной звукозаписи в художественных целях. Его работы сильно отличаются от смягчённого и уравненного звука, доминирующего в коммерческой поп и рок-музыке того времени.

## Биография
Планк начал музыкальную карьеру, работая звукооператором Марлен Дитрих.
В 1970-х годах Планк был продюсером, а иногда и звукоинженером, самых значительных немецких групп, в числе которых Kraftwerk (альбомы Kraftwerk, Kraftwerk 2, Ralf und Florian, Autobahn, ранний альбом Tone Float группы Organisation), Neu! (все альбомы), Cluster, Harmonia, Ash Ra Tempel, Хольгер Шукай (Can) и Guru Guru.
Планк ориентировался на такие ямайские образцы, как работы студийных музыкантов Ли Перри и Кинга Табби, которые уже в 1970 году создали новый музыкальный жанр — даб — революционным образом объединяющий в себе такие студийные эффекты и технологии, как эхо, реверберация и многодорожечная запись.
Работы 1970-х и приёмы звукозаписи Планка оказали влияние на множество британских и американских новаторских музыкантов и продюсеров. Самыми известными из них, возможно, являются Дэвид Боуи и Брайан Ино (влияние прослеживается в «берлинской трилогии»: альбомы Low, «Heroes» и Lodger). Композиция «Hero», созданная Планком с группой Neu!, была одним из явлений, побудивших Джона Лайдона (он же Джонни Роттен) на создание группы Public Image Limited после Sex Pistols.
Планк также сотрудничал с такими группами и музыкантами, как Дитер Мёбиус, Echo and the Bunnymen, Les Rita Mitsouko, Einstürzende Neubauten, Энни Леннокс, Астор Пьяццола, The Damned, Miranda Sex Garden, Нина Хаген, D.A.F.
В 1980-х Планк был востребованным продюсером и звукоинженером для нового поколения групп электро-попа и новой волны: DEVO, Ultravox, Eurythmics. Он также работал с поп и рок-музыкантами, такими как Scorpions, Clannad, Killing Joke.
Конни Планк умер от рака в 1987 году. Его студия Conny Plank Studio в Кёльне продолжала работать после его смерти. Вдова Криста Фаст (нем. Christa Fast) и сын Планка управляли студией до мая 2006 года, когда ухудшение здоровья вдовы Планка вынудило выставить студию на продажу. Криста Фаст вскоре умерла (1 июня 2006), аппаратура была распродана.

## Записи
Планк участвовал в следующем хронологическом списке альбомов либо в качестве непосредственного соучастника, либо потому, что использовались его студийные возможности или помещения. Указанные даты относятся к году первого выпуска.

### 1970-е (+ 1969)
| 1969 - The Living Music (Александр фон Шлиппенбах) 1970 - Tone Float (Organisation) - Klopfzeichen (Kluster) - Kraftwerk (Kraftwerk) - Just a Poke (Sweet Smoke) 1971 - Zwei-Osterei (Kluster) - Ash Ra Tempel (Ash Ra Tempel) - Hinten (Guru Guru) - Legend (Parzival) - Eloy (Eloy) - Cluster (Cluster) - Eiliff (Eiliff) - First (Dies Irae) - Thoughts (Virus) - Delusion (McChurch Soundroom) 1972 - BaRock (Parzival) - Mournin' (Night Sun) - 43 Minuten (Os Mundi) - Kraftwerk 2 (Kraftwerk) - Neu! (Neu!) - Cluster II (Cluster) - Echo (A.R. & Machines) - Lonesome Crow (Scorpions) - Känguru (Guru Guru) - Together (Jane) - I Turned to See Whose Voice it Was (Gomorrha) - Kollektiv (Kollektiv) - Supernova (Ibliss) 1973 - Guru Guru (Guru Guru) - Neu! 2 (Neu!) - Ralf und Florian (Kraftwerk) - I'm Not Afraid to Say "Yes"! (Lilac Angels) 1974 - Autobahn (Kraftwerk) - Zuckerzeit (Cluster) - Andy Nogger (Kraan) - Free Improvisation (Wired) | 1975 - Deluxe (Harmonia) - Neu! '75 (Neu!) - Hoelderlin (Hoelderlin) - Let It Out (Kraan) - Bröselmaschine (Bröselmaschine) - Mani und Seine Freunde (Guru Guru) 1976 - Harlis (Harlis) - La Leyla (Ramses) - Nordland (Streetmark) - It's Time For... (Breakfast) - La Düsseldorf (La Düsseldorf) - Sowiesoso (Cluster) - Bullfrog (Bullfrog) - Clowns & Clouds (Hoelderlin) 1977 - You Won't See Me (Helmut Koellen) - Before and after Science (Брайан Ино) - Cluster & Eno (Cluster и Брайан Ино) - Flammende Herzen (Михаэль Ротер) - Pompeii (Triumvirat) - Rockpommel's Land (Grobschnitt) 1978 - After the Heat (Ино, Мёбиус, Роделиус) - Ambient 1: Music for Airports (Брайан Ино) - Flyday (Kraan) - Durch die Wüste (Роделиус) - Question: Are We Not Men? Answer: We Are Devo! (Devo) - Out of Reach (Can) - Liliental (Liliental) - Sterntaler (Михаэль Ротер) - Systems of Romance (Ultravox) - Welcome (SBB) 1979 - Katzenmusik (Михаэль Ротер) - Selbstportrait (Роделиус) |

### 1980-е
| 1980 - Crann Ull (Clannad) - Rastakraut Pasta (Мёбиус и Планк) - Die Kleinen und die Bösen (DAF) - Three into One (Ultravox) - Hunger (The Meteors) - Tournee (Kraan) - Vienna (Ultravox) - Luminous Basement (The Tourists) 1981 - Material (Мёбиус и Планк) - Phew (Phew, вместе с Хольгером Цукаем, Конни Планком и Яки Либецайтом) - Alles ist gut (DAF) - Gold und Liebe (DAF) - Les Vampyrettes (Конни Планк и Хольгер Цукай) - Stormy Seas (The Meteors) Голландская группа - In the Garden (Eurythmics) - Rage in Eden (Ultravox) - Der Ernst des Lebens (Ideal) - Edelweiß (Йоахим Витт) 1982 - Revelations (Killing Joke) - Latin Lover (Джанна Наннини) - Strange Music (Мёбиус и Бирбом) - Für Immer (DAF) 1983 - Zero Set (Мёбиус, Планк и Ноймайер) - The Fireman's Curse (Hunters & Collectors) - Listen (A Flock of Seagulls) - Schlagende Wetter (Kowalski) - Whodini (Whodini) | 1984 - Der Osten ist Rot (Хольгер Цукай) - Belfegore (Belfegore) - Begegnungen (Ино, Мёбиус, Роделиус, Планк) - Rita Mitsouko (Les Rita Mitsouko) - The Collection (Ultravox) - Puzzle (Джанна Наннини) - Should Have Been Greatest Hits (The Tourists) - The Jaws of Life (Hunters & Collectors) 1985 - Humpe Humpe (Humpe Humpe) - Begegnungen II (Ино, Мёбиус, Роделиус, Планк) - Tutto Live (Джанна Наннини) - Old Land (Cluster и Брайан Ино) - Dein ist mein ganzes Herz (Хайнц Рудольф Кунце) - Company of Justice (Play Dead) - Néondian (Klaus Dinger + Rheinita Bella Düsseldorf) 1986 - U-Vox (Ultravox) - Profumo (Джанна Наннини) 1987 - The Prophecies of Nostradamus (Bollock Brothers) - Rome Remains Rome (Хольгер Цукай) - Savage (Eurythmics) - Mein Schatz (Хайнер Пуделко) — его последнее продюсирование; закончено Аннетой Хампе |

### Посмертные альбомы
| 1992 - Laugh? I Nearly Bought One! (Killing Joke) 1993 - Box II (Брайан Ино) - If I Was: The Very Best of Midge Ure & Ultravox (Мидж Юр и Ultravox) - Rare, Vol. I (Ultravox) 1994 - Rare, Vol. II (Ultravox) 1995 - En Route (Мёбиус и Планк, записан в 1986 году, выпущен в 1995 году) 1996 - Space Ship (The Best Of, Part 1) (Guru Guru) 1997 - The Best of Ax Genrich (Акс Генрих) - Greatest Hits (The Tourists) - Guru Guru & Uli Trepte (Guru Guru и Ули Трепте) - The Michael Schenker Story Live (Михаэль Шенкер) | 1998 - Chronicles, Vol. 1 (Михаэль Ротер) - Ludwig's Law (Мёбиус, Планк, Томпсон, записан в 1983 году, выпущен в 1998 году) - Music for Two Brothers (Рольф и Йоахим Кун) 1999 - Best (Scorpions) - The Very Best of Guru Guru (Guru Guru) 2000 - La Luna (Хольгер Цукай, расширенное издание — 2007) - Into The Arena 1972–1995 [Highlights and Overtures] (Михаэль Шенкер) - Pioneers Who Got Scalped (Devo) 2003 - More Nipples (Peter Brötzmann Group) |